# Miki Yamane
Miki Yamane (jap. 山根 視来 Yamane Miki; ur. 22 grudnia 1993 w Jokohamie) – japoński piłkarz występujący na pozycji obrońcy w amerykańskim klubie Los Angeles Galaxy oraz w reprezentacji Japonii. Wychowanek Toin University of Yokohama, w trakcie swojej kariery grał także w Shonan Bellmare i Kawasaki Frontale.